# Hans-Georg Dreßen
Hans-Georg Dreßen (* 30. Dezember 1964 in Mönchengladbach) ist ein ehemaliger deutscher Fußballspieler und Trainer.
Die ursprüngliche Schreibweise seines Namens war Drehsen, doch auf Grund der veralteten Schreibweise wurde aus dem hs ein ß.
Der Verteidiger, der seine ersten fußballerischen Schritte beim SV Mannesmann Meer machte, spielte viele Jahre erfolgreich bei Borussia Mönchengladbach unter Trainer Jupp Heynckes. 1984 erreichte die Mannschaft das DFB-Pokal-Finale, verlor aber im Elfmeterschießen gegen den FC Bayern München. Als Dreßen dann eine neue Herausforderung beim Gladbacher Rivalen 1. FC Köln suchte, scheiterte er, nicht zuletzt, weil er verletzungsanfälliger wurde. 1990 holten ihn die Gladbacher für eine Saison auf Leihbasis zurück. In dieser Zeit verletzte er sich schwer und musste in Folge 1992 seine aktive Laufbahn vorzeitig beenden, ohne in seiner letzten Saison bei den Kölnern zum Einsatz gekommen zu sein.
Danach erwarb er die Fußballlehrerlizenz und arbeitete unter anderem als Cotrainer bei Borussia Mönchengladbach, VfL Wolfsburg und RCD Mallorca. Heute führt er eine mobile Fußballschule.

## Vereine
- SV Mannesmann Meer
- 1982–1989 – Borussia Mönchengladbach
- 1989–1990 – 1. FC Köln
- 1990–1991 – Borussia Mönchengladbach
- 1991–1992 – 1. FC Köln

## Statistik
- 5 U21-Länderspiele für Deutschland

- 1. Bundesliga
130 Spiele/21 Tore – Borussia Mönchengladbach
17 Spiele – 1. FC Köln

- UEFA-Cup
3 Spiele 1. FC Köln

## Erfolge
- 1984 – DFB-Pokal-Finale
- 1990 – Deutscher Vize-Meister